# Keude Dua
Keude Dua is een bestuurslaag in het regentschap Aceh Timur van de provincie Atjeh, Indonesië. Keude Dua telt 622 inwoners (volkstelling 2010).